# LZ129 Hindenburg

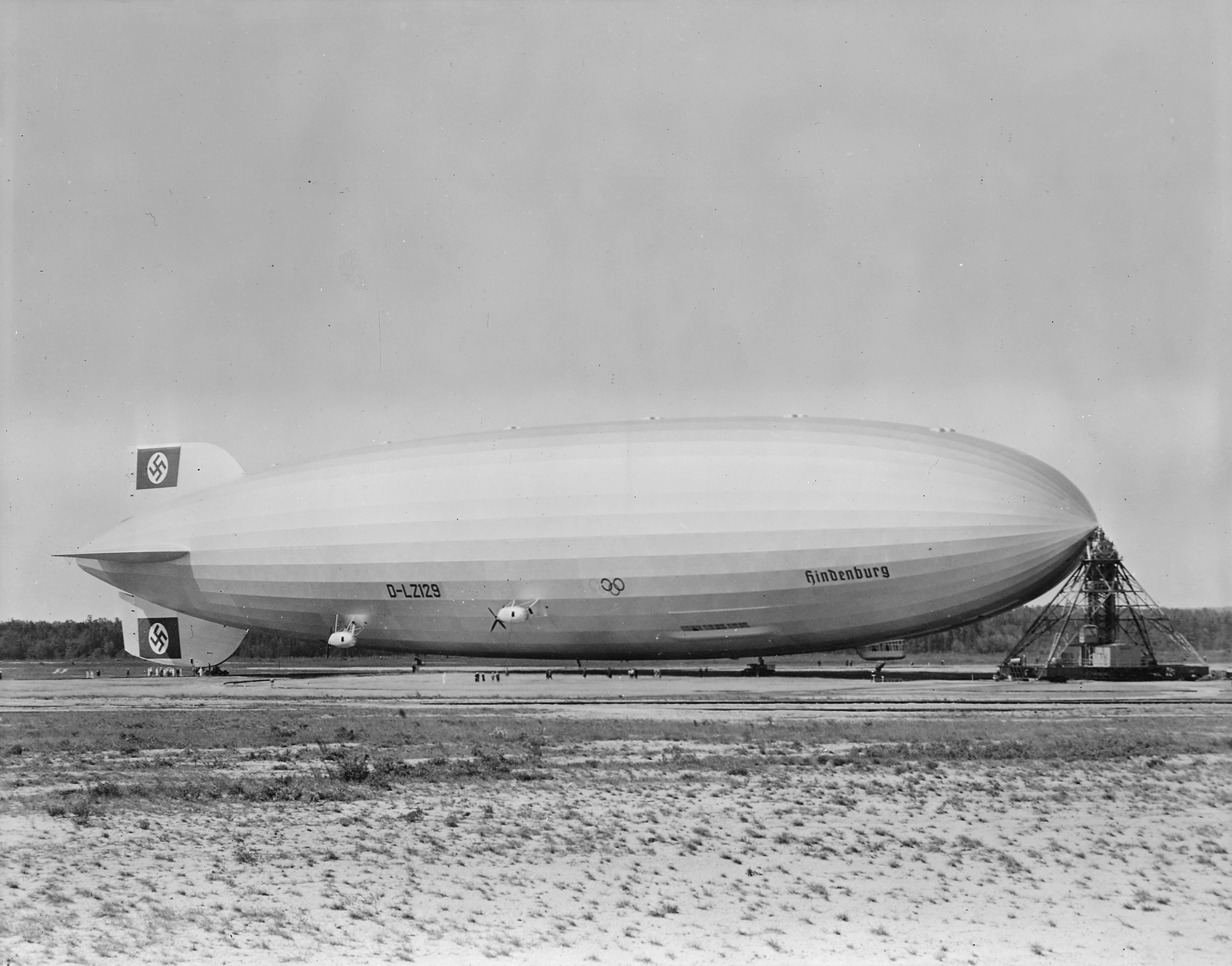
De LZ129 Hindenburg

De LZ129 Hindenburg vergeleken met enkele van de grootste vliegtuigen

De LZ129 Hindenburg was de grootste zeppelin ooit gebouwd. Men bouwde deze zeppelin, genoemd naar de Duitse veldmaarschalk en later rijkspresident Paul von Hindenburg, zo groot vanwege de plannen om (het iets zwaardere) helium te gaan gebruiken, in plaats van het gangbare (maar zeer brandbare) waterstof. Vanwege de politieke situatie leverden de Verenigde Staten echter geen helium aan Duitsland, waarna men besloot de LZ129, net als zijn voorgangers, alsnog te vullen met waterstofgas.
De eerste commerciële vaart van de Hindenburg was in 1936. Het luchtschip bereikte Amerika in 61,5 uur. In de periode daarna voer men tien keer naar de Verenigde Staten en zeven keer naar Rio de Janeiro in Brazilië. In totaal werd met de Hindenburg 337 000 kilometer afgelegd tussen de ingebruikname in 1936 en het fatale ongeluk op 6 mei 1937.

## De bouw
Het enorme succes van de LZ127 Graf Zeppelin inspireerde Eckener om nog meer reuzenschepen te bouwen. Men begon met de bouw van de LZ128, een groter zusterschip voor de Graf, maar men stopte met de bouw nadat het Britse luchtschip R101 tijdens de eerste vaart tegen een heuvel bij Beauvais botste en in brand vloog, waarbij 48 van de 54 personen het leven verloren. Hieruit trok men zijn conclusies en het reeds gereedgekomen geraamte van de LZ128 werd prompt weer afgebroken. Nu begon men te bouwen aan een ander luchtschip, de LZ129. Deze LZ129 zou veel moeilijkheden tegenkomen tijdens de bouw. Zo was er te weinig geld en lag de bouw enkele jaren stil. Na het aan de macht komen van Hitler diende de bouw van de LZ129 als propagandamiddel. De LZ129 werd verder afgebouwd en kwam in 1936 in dienst.

## Een zwevend paleis
Bij het ontwerp had men grote zorg besteed aan zowel de veiligheid als de schoonheid. Aan boord waren zeventig luxueuze hutten, een lounge, een eetzaal en bar, allemaal luxueus aangekleed. Brede wandelgangen met grote ramen zorgden voor een prachtig panorama. De Hindenburg werd daarom een 'groot zwevend paleis' genoemd.
Een duidelijk teer punt was het feit dat bijna tweehonderdduizend kubieke meter waterstof de zestien enorme gascellen vulde. Dat gebrek was niet te wijten aan het ontwerp, maar aan een leveringsprobleem. Oorspronkelijk was het luchtschip ontworpen om te varen op onbrandbaar helium. Alleen de Verenigde Staten produceerden voldoende helium. Met Hitler in Duitsland aan de macht en het toenemende gevaar voor oorlog, weigerden de Amerikanen helium te leveren. Men vreesde dat het later voor militaire doeleinden zou worden aangewend. Uit onderzoek bleek later dat de Verenigde Staten wel degelijk bereid waren helium te leveren, doch dat Eckener niet over voldoende geld beschikte om het helium aan te kopen en de nodige aanpassingen te doen aan de LZ129. Eckener zei hierover tegen zijn rechtstreekse medewerker dat de VS hem beter zou sponsoren dan het helium te leveren (zie eveneens de film Hindenburg, Titanic of the skies).
Vanwege het waterstof waren de brandwerende voorzieningen aan boord zeer strikt. De bemanningsleden droegen antistatische asbestoveralls en schoenen met hennepzolen. Bij het aan boord gaan moesten de passagiers hun lucifers en aanstekers inleveren. Een rookverbod was echter in die tijd nog geen optie. Er was een rooksalon, die speciaal geïsoleerd was en voorzien van samengeperste lucht zodat geen waterstof kon binnendringen. Een steward stak de sigaren van de rokers aan en zag erop toe dat niemand rokend de zaal verliet.
Gedurende het jaar 1936 stak de Hindenburg de Atlantische Oceaan veilig over in beide richtingen. Op een keer loodste de kapitein het luchtschip met zo'n gemak door een onweersbui, dat de passagiers zich niet eens bewust waren van de slechte weersomstandigheden.

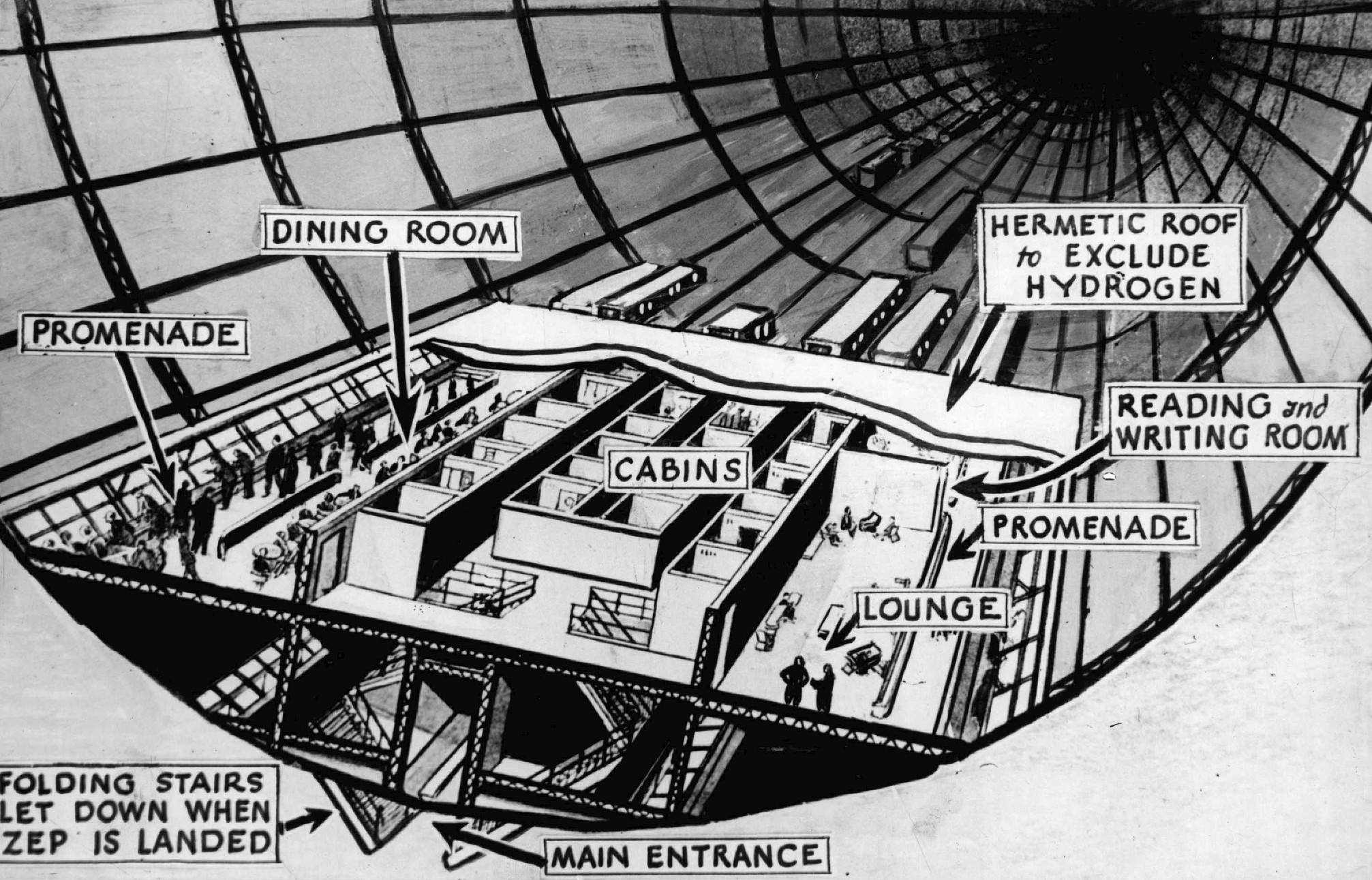
Schema
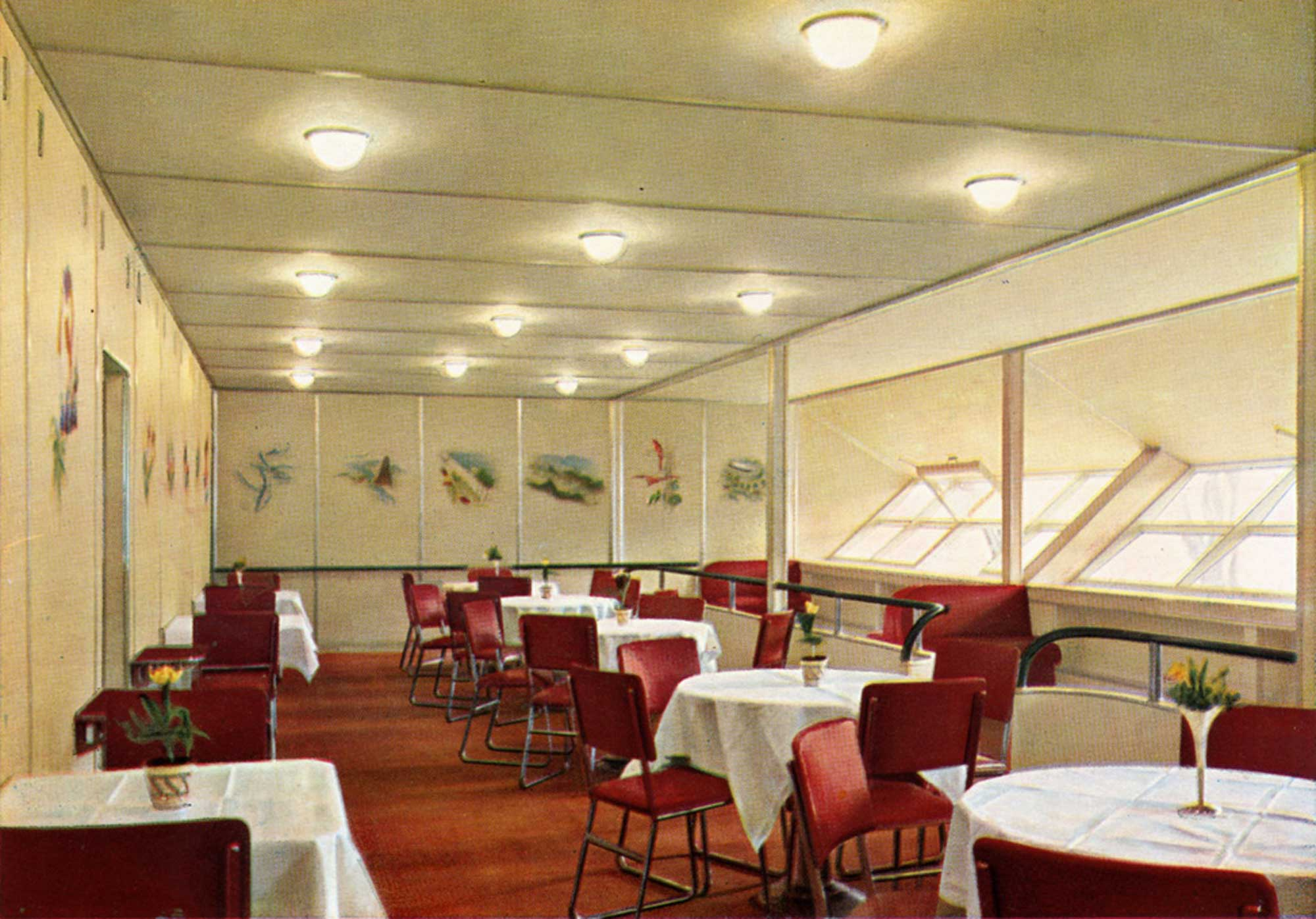
Eetzaal
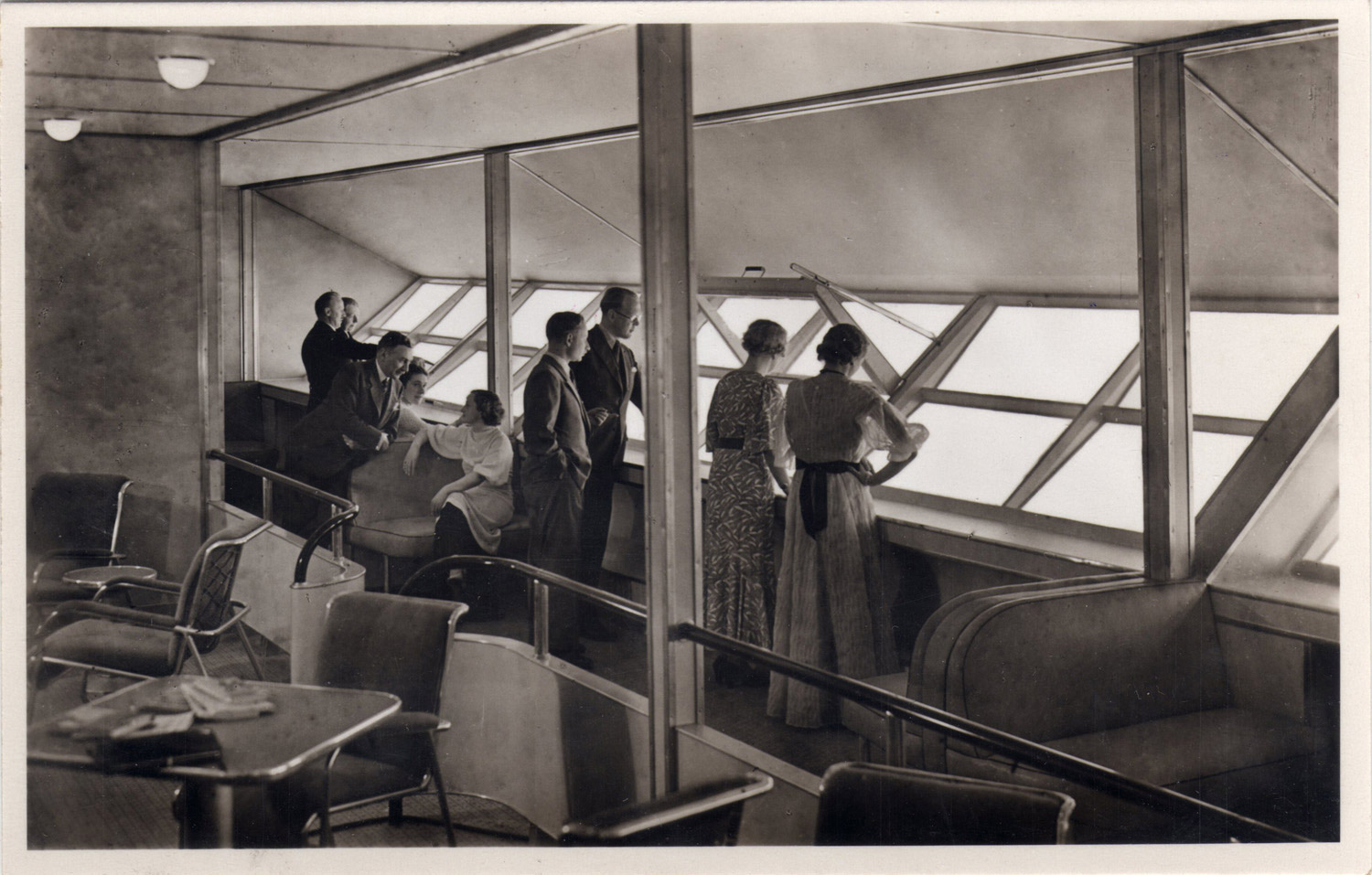
Interieur
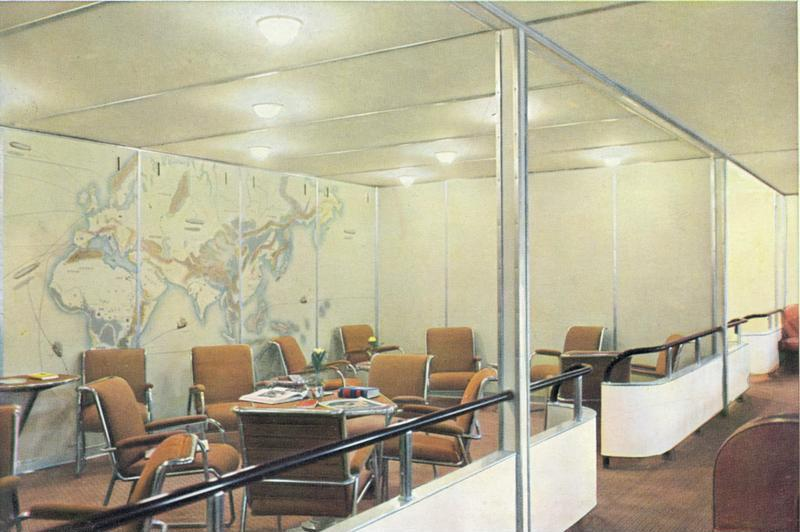
Gemeenschappelijke ruimte
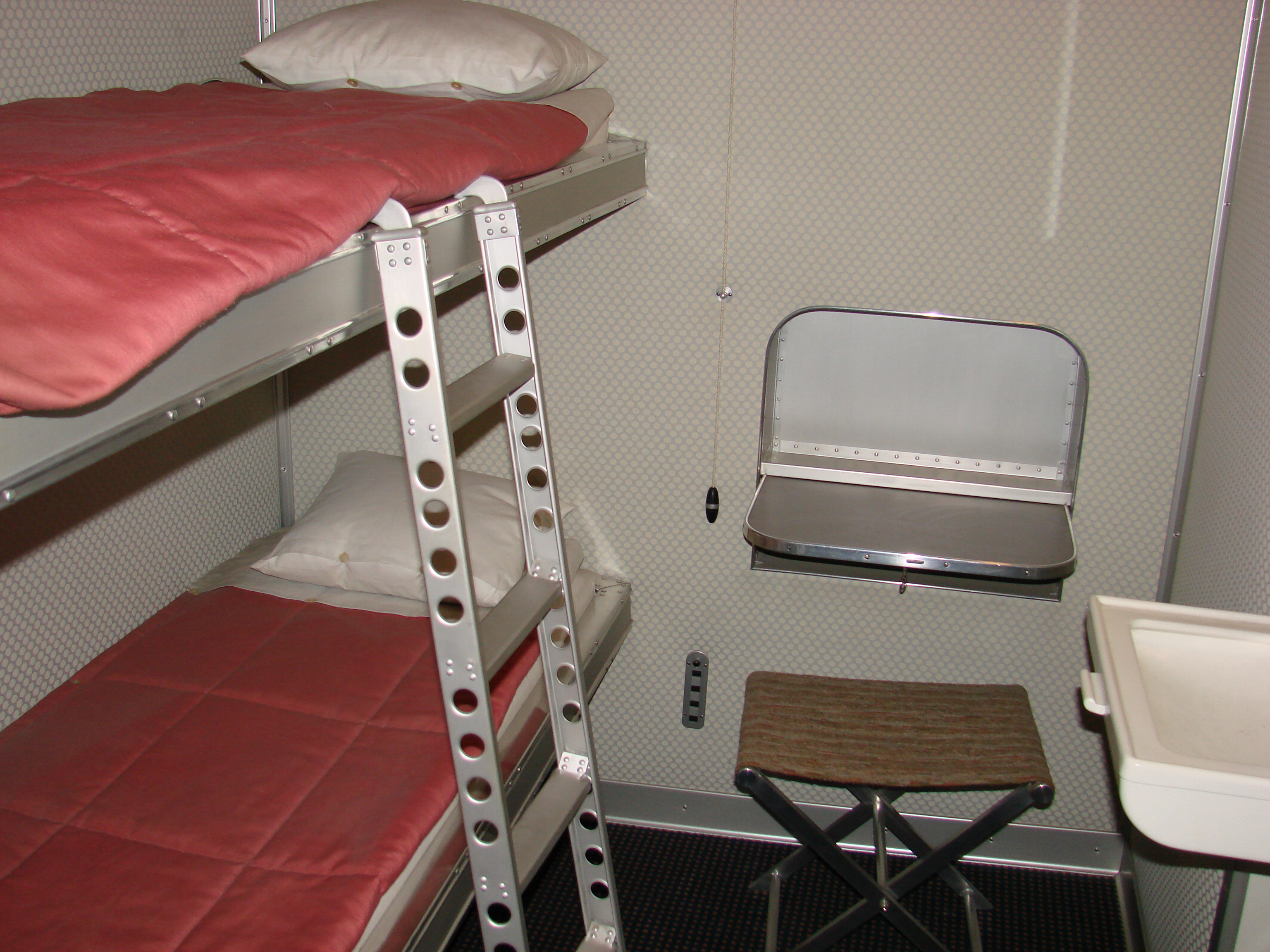
Cabine (reconstructie)

## De ramp

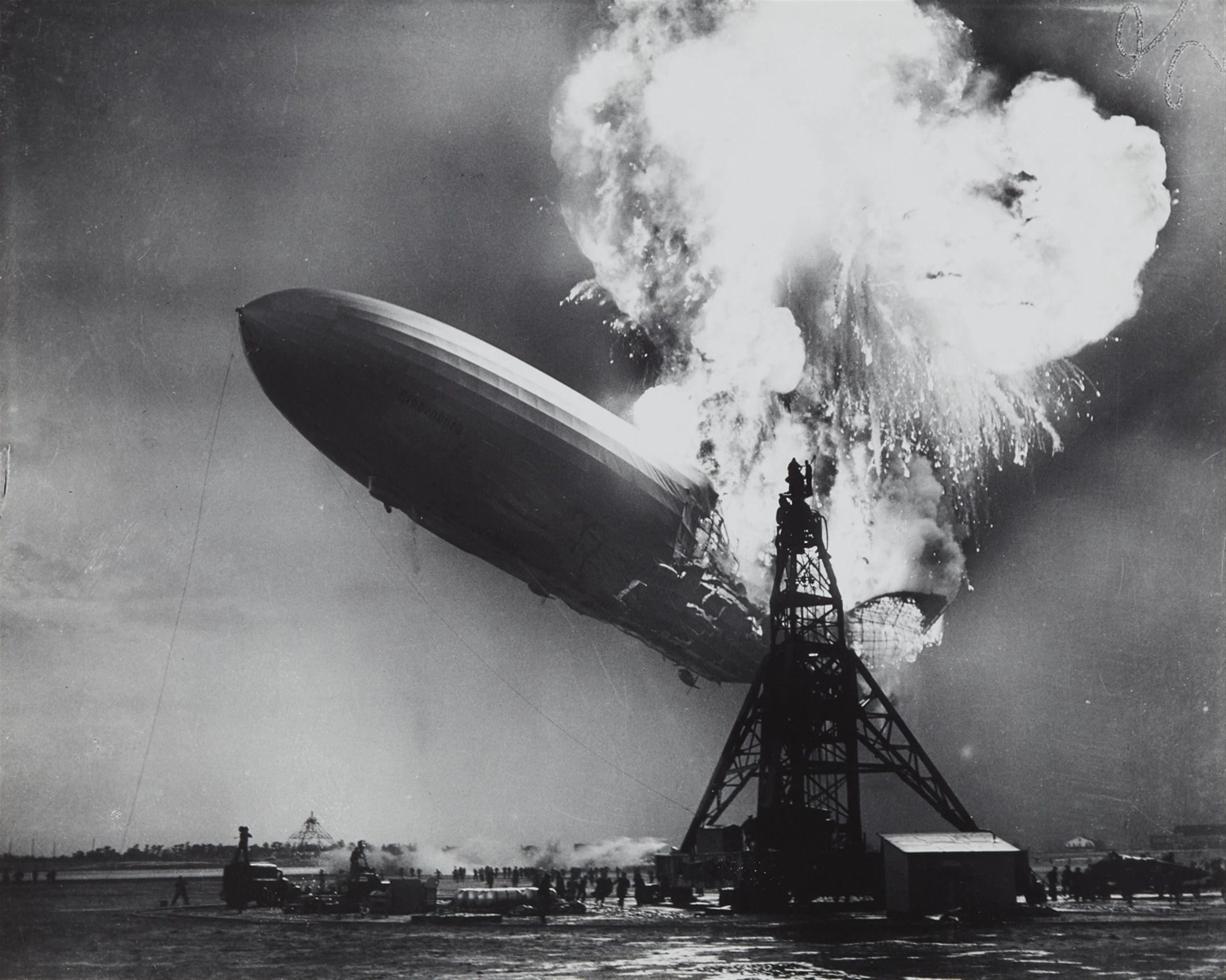
De LZ129 Hindenburg in brand

Op 6 mei 1937 zou de Hindenburg aanleggen in de marineluchthaven Lakehurst. De commandant was kapitein Max Pruss, een luchtschipofficier met ruime vliegervaring en tot voor kort gezagvoerder van de Graf Zeppelin. De Hindenburg bereikte Lakehurst met ongeveer tien uur vertraging. Pruss besloot de landing niet langer uit te stellen wegens regen, wind en bewolking. Hij trok cirkels boven New York en bleef een tijd boven het Empire State Building hangen. Na nog een uur te hebben gewacht trof Pruss voorbereidingen voor de landing. De duisternis begon in te vallen en het weer was enigszins verbeterd.
Op een afstand van circa tweehonderd meter van de afmeermast werden de motoren stilgezet en kwam het luchtschip tot stilstand. De ankerkabels werden uitgeworpen, die het grondpersoneel 60 meter lager probeerde te grijpen. Plotseling werd de buik van het luchtschip vuurrood en tegelijkertijd sloegen vlammen uit de staart, even voor de bovenste vin. Op de grond zocht de mensenmassa een goed heenkomen. In de besturingsgondel, vooraan onder het schip, voelde de bemanning slechts een lichte schok. Men besefte pas wat er aan de hand was toen men naar buiten keek en de grond zag oplichten. De ene na de andere gascel explodeerde, op meer dan twintig kilometer afstand waren de explosies te horen.
Voordat het brandende luchtschip de grond raakte waren enkele passagiers en bemanningsleden via de ramen en deuren eruit gesprongen. Eenmaal op de grond wist men een aantal anderen alsnog te redden. Tussen de eerste explosie en de uiteindelijke ineenstorting van het gesmolten gloeiende geraamte lagen slechts 32 seconden.
Van de 97 mensen aan boord kwamen er 35 om het leven (13 passagiers en 22 bemanningsleden), evenals een lid van het grondpersoneel. Kapitein Pruss overleefde de ramp. Het inferno voltrok zich voor de ogen van radioverslaggever Herbert Morrison. Zijn verslag was dezelfde dag in heel Amerika op de radio te horen en is legendarisch geworden. De ramp is ook gefilmd en leverde dramatische beelden op.
De laatste overlevende van de ramp, de destijds achtjarige Werner Doehner, die door zijn moeder uit een raam van het brandende luchtschip werd gegooid, overleed in 2019.

## Reconstructie
De eerste mogelijke verklaring die men voor de ramp had, was sabotage door de acrobaat Joseph Späh. Volgens sommigen wilde hij op die manier de nazi's treffen, want de Hindenburg was de trots van Adolf Hitler en zijn nazipartij, de NSDAP.
Jaren later werd een reconstructie van de vermoedelijke toedracht van de ramp geopperd. De Hindenburg was door slecht weer met vertraging in Lakehurst aangekomen. Hij moest echter op tijd vertrekken voor de volgende vlucht, om de ingeschreven passagiers tijdig naar Groot-Brittannië te vervoeren, naar aanleiding van de kroning van George VI tot koning van Groot-Brittannië. Om tijd te winnen, beval kapitein Max Pruss, midden in het stormweer, om een aantal scherpe bochten te maken alvorens aan te leggen, terwijl men normaliter hiervoor grotere bochten nam om fatsoenlijk aan te kunnen leggen. De constructie van het luchtschip was echter niet bestand tegen de grote krachten tijdens die scherpe bochten, met als gevolg dat een kabel knapte, die een van de 16 grote waterstofzakken ter hoogte van de staart openscheurde. Door de ontsnappende waterstof raakte het luchtschip uit balans: de staart zakte wat naar beneden. Toen de Hindenburg uiteindelijk boven de landingsmast hing, werden de ankerkabels naar beneden gelaten. Toen de doornatte kabels de mast raakten functioneerden ze als aarding: alle tijdens de vlucht door het stormweer opgebouwde statisch-elektrische lading werd naar de aarde geleid. Door een overspringende vonk werd de ontsnappende waterstof in brand gestoken, die op zijn beurt het even brandgevaarlijke omhulsel in brand stak, hetgeen de felle brand verklaart.
Over de ondergang van de Hindenburg is in 1975 een film gemaakt, zie The Hindenburg.

## Gegevens
- Officiële naam: LZ129 Hindenburg
- Ontwerper: Ludwig Dürr
- Fabrikant: Luftschiffbau Zeppelin
- Bouwjaar: 1936

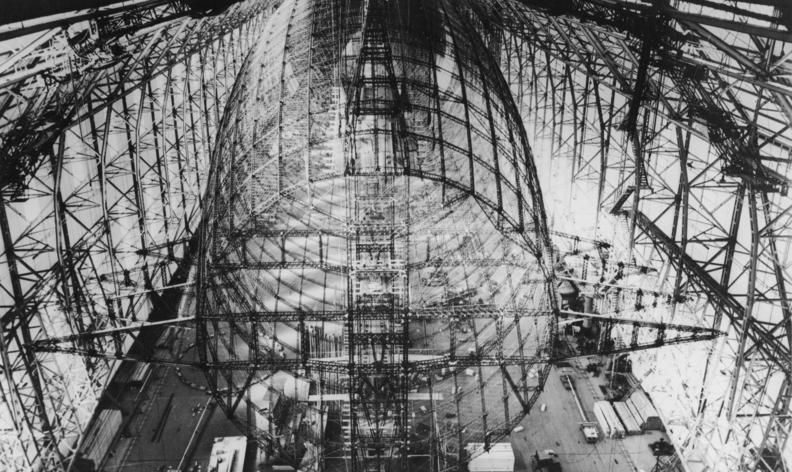
Bouw

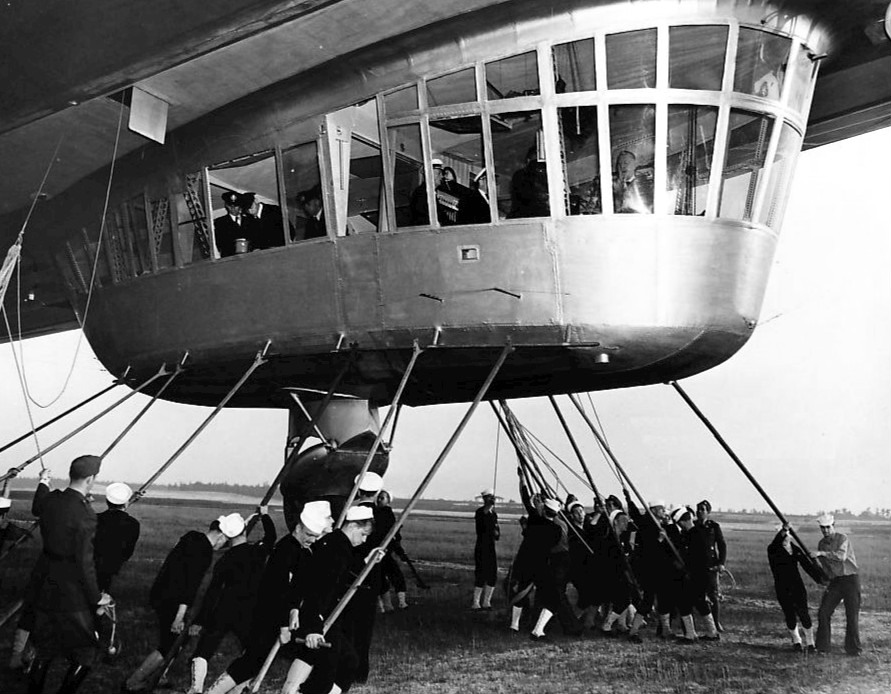
Gondel

- Eerste officiële vaart: 4 maart 1936 (eerder waren testvaarten gemaakt)
- Laatste vaart: 6 mei 1937 (de dag van het ongeluk)
- Personeel aan boord: 40 tot 61
- Passagiers: 50
- Lengte: 244,75 meter
- Diameter (doorsnee): 41 meter
- Type gas: Waterstof
- Hoeveelheid mogelijk gas aan boord: 198.000 m³
- Maximale snelheid: 135 km/h
- Motor: 4 Daimler-Benz dieselmotoren, die samen 4800 pk konden produceren
- Hijsvermogen: 112.000 kg
- Gevlogen: 308.323 km
- Gedragen: 2.798 passagiers en 160.000 kg aan vracht en post
- Aantal vluchten (over zee): 17 over de Atlantische Oceaan, waarvan 10 naar de VS en 7 naar Brazilië